# Екатерина Болонская
Екатерина Болонская или Катерина де Вигри (итал. Santa Caterina da Bologna; 8 сентября 1413 — 9 марта 1463) — итальянская католическая святая, основательница и первая аббатиса клариссинского монастыря Корпус Домини в Болонье. Была канонизированна папой римским Климентом XI 22 мая 1712 года.

## Биография
Екатерина, аристократка по происхождению, дочь Джованни де Вигри, крупного дипломата и адвоката из Болоньи. В 11 лет Катерина была причтена в качестве фрейлины ко двору Маргариты д’Эсте, внебрачной дочери маркиза Николо, послом которого был её отец. При дворе она обучается искусствам, пишет стихи и прозу, изучает латынь и каллиграфию, играет на альте и рисует. Но уже спустя 3 года Катерина отказалась от светской жизни и вошла в общину дев-терциарок ордена св. Франциска в Ферраре.
В 1431 году вместе с другой молодой женщиной из Феррары, она основала монастырь для ордена святой Клары.
Она возвратилась в Болонью в 1456 году когда правительство города обратилось к ней с просьбой основать и быть настоятельницей женского монастыря этого же ордена, который должен был располагаться при церкви Тела Христова (Basilica of Corpus Domini).
Екатерина — автор «Трактата о семи духовных оружиях необходимых для духовной войны». Трактат был написан в виде беседы Бога и сатаны с вытекающими чудесами. Рукописи сопровождаются рисунками, поскольку Екатерина была ещё и художницей.
Часть её рукописей сохранилась, включая жизнеописание Святой Урсулы с 1456 года, и теперь хранится в Академической Галерее в Венеции. Некоторые историки называют её стиль безыскусным.
В возрасте 48 лет Екатерина умерла. Через восемнадцать дней её ещё нетленное тело эксгумировали и переместили в часовню клариссинок в Болонье. Её мощи покоятся там и поныне за стеклом.

## Почитание
Святая Екатерина считается защитницей от соблазнов и покровительницей художников. Её почитали в родной Болонье три столетия, прежде чем канонизировали в 1712 году. День памяти в Католической церкви 9 марта.

## Современные события
В прошлом тысячелетии были обнаружены новые работы Екатерины и изданы на итальянском языке в её родной Болонье. Вот их описание кардиналом Джакомо Биффи:
Работы Екатерины Болонской, многие из которых долго оставались неизвестными, теперь увидели свет. Мы не можем сказать, что она не заслужила своей известности как общественный деятель, так же как и не можем утверждать, что это была всего лишь цепь обстоятельств. Теперь мы имеем возможность размышлять о подлинном памятнике богословия, который после „Трактата о семи духовных орудиях, необходимых для духовной войны“ был создан из особых самостоятельных частей: „Двенадцать садов“ — мистическая работа её юности, „Розарий“ — латинское стихотворение о жизни Иисуса и „Проповеди“ — речи Екатерины её сёстрам по ордену

## Работы

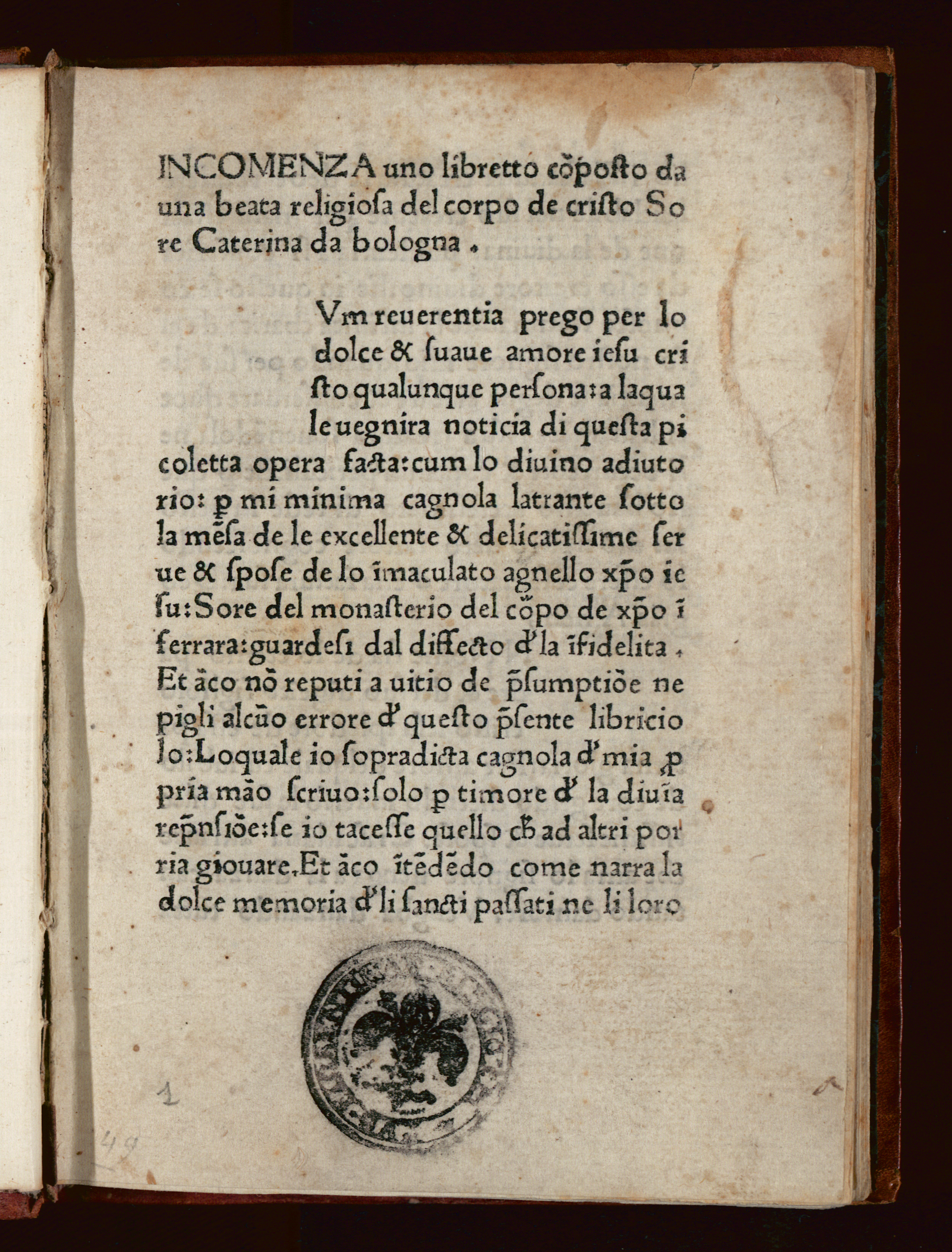
Sette armi spirituali, 1475

- Treatise on the Seven Spiritual Weapons Necessary for Spiritual Warfare
- Laudi, Trattati e Lettere
- I dodici giardini
- Rosarium
- I sermoni